# Земляна (Голишмановський міський округ)
Земляна́ (рос. Земляная) — присілок у складі Голишмановського міського округу Тюменської області, Росія.
Населення — 486 осіб (2010, 456 у 2002).
Національний склад станом на 2002 рік:
- росіяни — 82 %